# Titularbistum Tituli in Numidia
Tituli in Numidia (italienisch Tituli di Numidia) ist ein Titularbistum der römisch-katholischen Kirche.
Die in Nordafrika gelegene Stadt war ein alter römischer Bischofssitz, der im 7. Jahrhundert mit der islamischen Expansion unterging. Er lag in der römischen Provinz Numidien.
| Titularbischöfe von Tituli in Numidia |                                                  |                                      |                   |                    |
| Nr.                                   | Name                                             | Amt                                  | von               | bis                |
| 1                                     | Eliseu Maria Gomes de Oliveira OCarm             | Weihbischof in Maceió (Brasilien)    | 3. Februar 1968   | 5. Februar 1974    |
| 2                                     | Robert-Joseph Mathen                             | Koadjutorbischof von Namur (Belgien) | 15. März 1974     | 24. Juni 1974      |
| 3                                     | Peter Paul Prabhu Titularerzbischof pro hac vice | Apostolischer Nuntius                | 13. November 1993 | 10. September 2013 |
| 4                                     | Moacir Silva Arantes                             | Weihbischof in Goiânia (Brasilien)   | 11. Mai 2016      | 21. Oktober 2020   |
| 5                                     | Andherson Franklin Lustoza de Souza              | Weihbischof in Vitória (Brasilien)   | 22. Dezember 2021 |                    |